# 寿山仙人洞遗址
寿山仙人洞遗址，位于中国吉林省吉林市桦甸市榆木桥子镇寿山村，1999年2月26日公布为第五批吉林省文物保护单位，2013年3月5日公布为第七批全国重点文物保护单位。